# Нехемиа, Ренальдо
Ренальдо Нехемиа (род. 24 марта 1959 года, Скотч-Плейнс, шт. Нью-Джерси, США) — американский легкоатлет, барьерист, мировой рекордсмен, первый человек, пробежавший 110 метров с барьерами быстрее 13 секунд. В период 1978—1981 годы доминировал на этой дистанции, четырежды подряд занимая первое место в списке лучших барьеристов мира. В 1982—1985 годах был профессиональным игроком Национальной футбольной лиги, играл в качестве ресивера в команде San Francisco 49ers. В 1986—1991 годах продолжил легкоатлетическую карьеру, но прежних ведущих позиций в барьерном беге вернуть не смог.

## Легкоатлетическая карьера
в 1977 году в возрасте 18 лет Нехемиа выиграл юниорский чемпионат США, в том же году окончил среднюю школу Скотч-Плейнз–Фенвуд. В средней школе его личный рекорд составлял 13,9 на 110 м с/б и 35,8 на 300 метров с/б. Это было значительно лучше, чем у его соперников, поэтому тренер заставлял его бегать дистанцию с барьерами высотой 107 см и тренироваться с барьерами 114 см. После окончания средней школы Нехемиа поступил в Мэрилендский университет в Колледж-Парке, где он трижды выиграл студенческий чемпионат США (из них дважды в залах).
На второй год обучения в Мэрилендском университете в 1979 году он поднялся к высотам мировой лёгкой атлетики, дважды улучшив мировой рекорд на дистанции 100 метров с барьерами (13,16 и 13,00 с). На престижных соревнованиях «Пенсильванские эстафеты» 1979 года он бежал на последнем этапе барьерной эстафеты, эстафеты 4×400 и 4×200 метров и был признан самым ценным участником соревнований. Во время соревнований он установил рекорды на этапах эстафет: 19,4 с на 200 метров и 44,3 с на 400 метров.
В 1980 году Нехемиа был мировым лидером в своей дисциплине, но из-за бойкота, организованного администрацией США, не смог выступить на Олимпийских играх в Москве.
В 1981 году на соревнованиях «Мировой класс в Цюрихе» он установил ещё один мировой рекорд, впервые в истории лёгкой атлетики пробежав дистанцию быстрее 13 секунд — 12,93 с.

## Личные рекорды
| No. | Дисциплина             | Результат | Дата       | Стадион  |
| --- | ---------------------- | --------- | ---------- | -------- |
| 1.  | 50 метров с барьерами  | 6,36      | 03.02.1979 | Эдмонтон |
| 2.  | 55 метров с барьерами  | 6,89      | 20.01.1979 | Нью-Йорк |
| 3.  | 110 метров с барьерами | 13,16     | 14.04.1979 | Сан-Хосе |
| 4.  | 110 метров с барьерами | 13,00     | 06.05.1979 | Уэствуд  |
| 5.  | 50 ярдов с барьерами   | 5,98      | 1981       |          |
| 6.  | 110 метров с барьерами | 12,93     | 19.08.1981 | Цюрих    |
| 7.  | 50 ярдов с барьерами   | 5,92      | 1982       |          |
| 8.  | 60 ярдов с барьерами   | 6,82      | 30.01.1982 | Даллас   |

## Цитаты
Пэт Коннолли, тренер Эвелин Эшфорд, приложившая серьёзные усилия, чтобы вернуть Нехемиа в лёгкую атлетику после футбольной карьеры:

«Если бы он сконцентрировался на лёгкой атлетике, он бы мог повторить достижение Харрисона Дилларда (золотые медали в беге на 100 метров и на 110 метров с барьерами). Очевидно, что он может пробежать 100 метров быстрее 9,9 секунды».
Оригинальный текст (англ.)If he had concentrated on athletics he would have matched Harrison Dillard's achievement (double gold in the 100m and 110m hurdles). He clearly could have run under 9.9 in the 100.

«Судя по результатам на 300 метров, я думаю, что он мог бы установить мировой рекорд на дистанции 400 метров с барьерами, если бы серьёзно попытался».
Оригинальный текст (англ.)Based on a 300m I timed in practice, I believe he would still hold the world record in that event (400m hurdles), had he given it a serious try.

## Результаты
Лучшие результаты по годам и занятые места на крупнейших соревнованиях
| Год         | Место в Top10 | Результат | Соревнования                                                                                            |
| ----------- | ------------- | --------- | --- |
| 1978        | 2             | 13,23     | Студенческий чемпионат США · Чемпионат США · Мировой класс в Цюрихе                                     |
| 1979        | 1             | 13,00 WR  | Студенческий чемпионат США · Чемпионат США · Панамериканские игры · Мировой класс в Цюрихе · Кубок мира |
| 1980        | 1             | 13,21     | Чемпионат США · Олимпийский оборочный турнир · Приз Кока-Колы · Мировой класс в Цюрихе                  |
| 1981        | 1             | 12,93 WR  | Мировой класс в Цюрихе                                                                                  |
| 1982 — 1985 |               |           | Футбольная карьера                                                                                      |
| 1986        | 17            | 13,48     | |
| 1987        |               | 13,71     | |
| 1988        | 16            | 13,43     | 4s2. Олимпийский оборочный турнир 6. Мировой класс в Цюрихе                                             |
| 1989        | 4             | 13,20     | |
| 1990        | 5             | 13,22     | |
| 1991        | 6             | 13,19     | Чемпионат США · Мировой класс в Цюрихе · Финал Гран-при                                                 |

## Футбольная карьера
В 1982 году нехемиа играл в нескольких командах Национальной футбольной лиги, включая «Pittsburgh Steelers» и «San Francisco 49ers» и в конце концов подписал контракт с the 49ers. За три года выступлений в качестве ресивера он взял 43 паса на дистанции 754 ярда (в среднем 17,5 ярдов) и сделал 4 тачдауна. Он был в составе команды, которая завоевала Суперкубок в сезоне 1984 года, но не играл в основном составе. Многие считают его футбольную карьеру неудачной, а контракт с ним — самой большой ошибкой главного тренера команды «San Francisco 49ers» Билла Уолша, сравнивая Нехемиа с другой легкоатлетической звездой, Джимом Хайнсом, который получил своё прозвище «Oops» за неспособность поймать мяч. Однако сильной стороной Нехемиа-футболиста было стремление превратить оборону в глубокий охват всякий раз, когда он оказывался на поле.
Нехемиа покинул команду в 1985 году, когда «San Francisco 49ers» в первом круге рекрутировали Джерри Райса. В 1986 году Нехемиа вернулся в лёгкую атлетику и до 1992 года, когда он ушёл из большого спорта, трижды попадал в десятку лучших бегунов мира на дистанции 110 метров с барьерами. Лучший показанный им в этот период результат составил 13,19 с.

## The Superstars
Нехемиа был единственным четырёхкратным (1981, 1982, 1983 и 1986) победителем телевизионной спортивной игры «The Superstars» в стиле легкоатлетического десятиборья, созданной компанией ABC Sports.

## Бизнес
В настоящее время Нехемиа работает в спортивном маркетинговом агентстве Octagon Sports Marketing в качестве директора подразделения лёгкой атлетики. Он представляет многих лучших барьеристов и спринтеров мира, включая Аллена Джонсона, Марка Криэра, Джастина Гэтлина. Один из последних его клиентов — олимпийский чемпион 2012 года в беге на 400 метров Джеймс, Кирани.